# 더블유게임즈
더블유게임즈(영어: DoubleUGames)는 대한민국의 게임회사이다. 소셜카지노 게임을 개발 서비스한다.

## 역사
- 2023년 말: 온라인카지노 기업 슈퍼네이션을 인수.
- 2024년 12월: 튀르키예 캐주얼 개발사 팍시게임즈 인수.[2]

## 종속기업
- (주)더블다운인터액티브